# Friends
Friends (estilizado F·R·I·E·N·D·S) es una serie de televisión estadounidense creada y producida por Marta Kauffman y David Crane. Se emitió en la NBC desde el 22 de septiembre de 1994 hasta el 6 de mayo de 2004. En el ámbito hispanohablante es conocida como Amigos en Hispanoamérica y Colegas (temporada 1) o Friends (resto de temporadas) en España.
La serie trata sobre la vida de un grupo de amigos —Chandler Bing, Phoebe Buffay, Monica Geller, Ross Geller, Rachel Green y Joey Tribbiani— que residen en Manhattan, Nueva York. Suceden tanto buenos como malos momentos, pero con una crítica cómica a los hechos más trascendentales de la actualidad. Friends es una comedia de situación que trata temas del mundo real, a través del humor y de las risas, una oda divertida a la risa, a la amistad, el amor y la vida en la lucha dura por salir adelante a través de lo personal y lo profesional, en la que se nos recuerda que con buenas personas a nuestro lado vamos a estar bien. 
Inmediatamente después del éxito en su país, el programa comenzó su difusión por todo el mundo con similares resultados. En marzo de 2019, fue considerada por The Hollywood Reporter como la mejor serie de la historia, siendo también votada en 2018, según Ranked, como la mejor comedia de situación de todos los tiempos.
La serie tiene diez temporadas de unos 24 capítulos cada una —salvo la tercera y sexta temporada, que tuvieron 25 episodios, y la última, que tuvo 17 capítulos—. Una vez finalizada, se rodó Joey, una secuela sobre la vida del personaje homónimo en Los Ángeles. También tuvo un breve cruce con la serie Mad About You, cuando Jamie y Lisa entraron en Central Perk y confundieron a Phoebe Buffay con su hermana gemela Ursula.
Los miembros del elenco regresaron para un especial de reunión que se estrenó en HBO Max, el 27 de mayo de 2021.La duración del episodio fue de 104 minutos.

## Argumento
La historia da inicio en un café de Nueva York, Central Perk, en el cual se encuentran los personajes: Mónica Geller, Chandler Bing, Phoebe Buffay y Joey Tribbiani; donde también se incorporan con el paso de los minutos Ross Geller y por último Rachel Green. Este encuentro da comienzo a una etapa donde seis amigos viven en la ciudad de Nueva York. Es una comedia basada en la amistad, los buenos y malos momentos como: los triunfos, el amor, el pasado y el futuro.

## Temporadas
| Temporada | Temporada | Episodios | Episodios | Emisión original         | Emisión original   |
| Temporada | Temporada | Episodios | Episodios | Primera emisión          | Última emisión     |
| --------- | --------- | --------- | --------- | ------------------------ | ------------------ |
|           | 1         | 24        | 24        | 22 de septiembre de 1994 | 18 de mayo de 1995 |
|           | 2         | 24        | 24        | 21 de septiembre de 1995 | 16 de mayo de 1996 |
|           | 3         | 25        | 25        | 19 de septiembre de 1996 | 15 de mayo de 1997 |
|           | 4         | 24        | 24        | 25 de septiembre de 1997 | 7 de mayo de 1998  |
|           | 5         | 24        | 24        | 24 de septiembre de 1998 | 20 de mayo de 1999 |
|           | 6         | 25        | 25        | 23 de septiembre de 1999 | 18 de mayo de 2000 |
|           | 7         | 24        | 24        | 12 de octubre de 2000    | 17 de mayo de 2001 |
|           | 8         | 24        | 24        | 27 de septiembre de 2001 | 16 de mayo de 2002 |
|           | 9         | 24        | 24        | 26 de septiembre de 2002 | 15 de mayo de 2003 |
|           | 10        | 18        | 18        | 25 de septiembre de 2003 | 6 de mayo de 2004  |

### Temporada 1
En la primera temporada se presentan los seis personajes principales: Chandler, Phoebe, Mónica, Joey, Ross y Rachel, quien llega a Central Perk después de dejar a Barry, su prometido, el día de su boda y se traslada a un apartamento con su amiga Mónica, a la que conoció en la escuela secundaria. Ross, que había estado enamorado de Rachel y que también iba a la misma escuela secundaria, intenta constantemente decirle lo que siente por ella. Sin embargo, muchos obstáculos se interponen en su camino, como por ejemplo el hecho de que está esperando un bebé con su exmujer lesbiana, Carol. Joey se demuestra perseverante luchando por un puesto de trabajo de actor, mientras que Phoebe trabaja como masajista y tiene un rasgo de "locura" en su personalidad, debido a sus problemas que comenzaron en su niñez cuando su madre se suicidó. Chandler rompe con su novia Janice, que vuelve con frecuencia en las temporadas posteriores. Al final de la temporada, Chandler accidentalmente revela que Ross está enamorado de Rachel, y ella se da cuenta de que siente lo mismo, corre a decírselo antes de que él embarque hacia China pero no lo logra. La temporada termina con Rachel esperando en el aeropuerto la llegada de Ross desde su viaje a China.

### Temporada 2
La segunda temporada comienza con Rachel esperando en el aeropuerto la llegada de Ross desde China. Ella iba a declararle su amor, pero  ve que llega acompañado de Julie, una antigua compañera de universidad con quien se reencontró en el viaje y ahora es su novia. Rachel tiene varios intentos fallidos para decirle a Ross que está enamorada de él. Una noche, Rachel tiene una cita a ciegas organizada por Mónica, consume demasiado alcohol y termina llamando a Ross dejando claros sus sentimientos. Ross deja a Julie, aunque el comienzo de la relación con Rachel tiene problemas y no consigue comenzarla. Los personajes finalmente, después de que Rachel, por un vídeo de cuando eran adolescentes ve que Ross está enamorado de ella desde el instituto, comienzan una relación. Joey logra un buen papel y tiene mucho éxito en la telenovela Los días de nuestra vida, pero su personaje muere después de conflictos con los guionistas de la serie, alegando que escribe muchas de sus propias líneas. Chandler regresa con Janice, su exnovia de la primera temporada. Mónica comienza a salir con Richard, un amigo de la familia recién divorciado y 21 años mayor que ella. Al final de temporada, terminan su relación cuando se dan cuenta de que a diferencia de Mónica, Richard no quiere tener hijos.

### Temporada 3
La tercera temporada adquiere un marcado formato de serie sitcom. Rachel comienza a trabajar en Bloomingdale's, una cadena de tiendas de lujo, y Ross se pone celoso de su colega, Mark, quien le consiguió el trabajo. Rachel decide tomar un descanso de la relación que mantiene con Ross, quien herido y ebrio se acuesta con otra persona, Rachel se entera por un conocido y rompe definitivamente con él. Mientras tanto, Chandler tiene dificultades para hacer frente a su separación, ya que cree que morirá triste y solo después de que deja ir a Janice para que mantenga su matrimonio. Después de creer que ella no tiene familia, excepto su hermana gemela Ursula, Phoebe se familiariza con su medio hermano y conoce a una amiga de su madre muerta que resulta ser su madre biológica. Joey desarrolla una relación con Kate, una compañera de actuación,esta relación acaba abruptamente cuando ella se va a Los Ángeles a triunfar y Mónica comienza una relación, pese a que ella en un principio no quería nada con el millonario Pete Becker, que termina posteriormente, debido a que él quiere ser una estrella de la primitiva UFC y ella no quiere ver como le destrozan una y otra vez. En los últimos capítulos de esta temporada Ross empieza a salir con una amiga de Phoebe, lo cual pone celosa a Rachel, Chandler enloquece cuando Mónica le dice que nunca podrían ser novios, Rachel más adelante consigue que la nueva novia de Ross se rape la cabeza para que Ross la rechace y vuelva con ella, mientras cortan (ya que están todos de vacaciones en una casa de playa de un cliente de Phoebe) Rachel escribe una carta abriendo sus sentimientos, la temporada acaba con Ross entrando al dormitorio de Rachel.

### Temporada 4
En el estreno de la cuarta temporada, Ross y Rachel se reconcilian brevemente, después de que Ross finge leer una larga carta que Rachel escribió para él, pero sigue insistiendo en que los dos estaban en un descanso por lo que rompen de nuevo. Joey sale con Kathy, una chica con la que comparte clases de actuación y de la que Chandler se enamora. Kathy y Chandler más tarde se besan, lo que provoca un conflicto entre Chandler y Joey. Joey perdona a Chandler solo después de hacerle pasar un día en una caja como castigo. Phoebe se convierte en vientre de alquiler para ayudar a su hermano y su esposa Alice. Mónica y Rachel se ven obligadas a intercambiar apartamentos con Joey y Chandler después de perder una apuesta en un juego de preguntas, pero se las arreglan para volver, primero intentan sobornarlos con un pase de temporada para los Knicks y un beso de un minuto (fuera de pantalla) entre las chicas, lo vuelven a apostar y pierden intencionadamente para que se vayan al partido y puedan cambiar las llaves, y así volver al piso. Ross comienza a salir con una mujer inglesa llamada Emily, familiar del jefe de Rachel a la que este deja abandonada en una lluviosa Nueva York, y al final de la temporada planean su boda en Londres. Una vez en Londres, el día previo a la boda de Ross y Emily, Chandler y Mónica se acuestan e intentan ocultarlo. Rachel decide asistir a la boda de Ross y Emily. Y al decir sus votos, Ross pronuncia el nombre de Rachel en el altar, para sorpresa de la novia y los invitados.

### Temporada 5
La quinta temporada se centra en Mónica y Chandler tratando de mantener su nueva relación a escondidas de sus amigos, excepto de Joey que es el primero en enterarse y lo pasa muy mal. Phoebe da a luz trillizos en el episodio 100 de la serie: un niño, Frank Jr. Jr., y dos chicas: Leslie y Chandler. (Habían creído en un principio que serían dos niños y una niña, por lo que deciden mantener el nombre de Chandler, a pesar de que el bebé resulta ser una niña.) Emily afirma que la única condición con la que permanecería casada con Ross es si corta toda comunicación con Rachel. Ross está de acuerdo, pero durante una última cena con los seis personajes principales juntos, Emily llama a Ross y, al descubrir que Rachel está allí, se da cuenta de que ella no confía en él, por lo que pone fin a su matrimonio. Phoebe comienza una relación con un oficial de policía Gary (Michael Rapaport) que termina después de que este mate un pájaro. Joey consigue ser protagonista en una película por lo que viaja a Las Vegas para la grabación. Después de que la película sea cancelada, Joey se queda en Las Vegas a trabajar como repartidor. Al final de temporada todos se van a Las Vegas a ver Joey, Chandler y Mónica que celebran su primer año de novios discuten después de que ella cene con Richard sin decírselo a Chandler, después de reconciliarse deciden casarse en una capilla de Las Vegas, pero se encuentran con la sorpresa de ver a Ross y Rachel totalmente borrachos saliendo de la capilla casados.

### Temporada 6
La sexta temporada se centra en como Chandler y Mónica deciden no casarse pero sí ir a vivir juntos. Ross y Rachel después de casarse en Las Vegas borrachos, se divorcian unos episodios después. Rachel se muda con Phoebe, y Joey consigue un papel en una serie de televisión llamada Mac and C.H.E.E.S.E, que protagoniza junto a un robot. Ross consigue un trabajo dando clases en la Universidad de Nueva York, y comienza a salir con una de sus estudiantes, Elizabeth (Alexandra Holden). El apartamento de Phoebe y Rachel se incendia, por lo que Rachel se muda con Joey mientras que Phoebe se muda con Chandler y Mónica. En el final de temporada, Chandler y Mónica se encuentran con Richard en una cena organizada por Chandler, donde pensaba pedirle a Mónica que se case con él. En el restaurante, Richard le dice a Mónica que aún la quiere, confundiendo a Mónica, pero ella se da cuenta de que quiere realmente a Chandler. Al enterarse después de los planes de Chandler, decide proponerle matrimonio ella primero, aunque acaba haciéndolo Chandler. El episodio termina con Mónica aceptando la propuesta de Chandler.

### Temporada 7
La séptima temporada se centra fundamentalmente en Mónica y Chandler, que comienzan a planear su boda. Como es tradición en EE. UU. que los padres paguen la boda, se ven envueltos en el problema que la madre de Chandler no tiene dinero por sus divorcios y los padres de Mónica han preferido gastarse el dinero de la boda de Mónica en una casa de la playa, aunque este problema se soluciona rápidamente ya que Chandler tiene unos ahorros guardados. Joey se encuentra en un punto en el trabaja en la serie de televisión por cable, Mac and Cheese y le ofrecen hacer una prueba, para interpretar al gemelo de Dr. Drake Ramoray en "Los días de nuestra vida", él lo rechaza altivamente ya que tiene el otro trabajo y cree que va a ser un éxito. Obviamente la serie es un fracaso, y él vuelve corriendo para que le den la oportunidad, lo cual rechazan pero consigue hacer de su antiguo papel pero moribundo y sin diálogo. Una vez que se arregla el apartamento de Phoebe tras el incendio, se reforma a una sola habitación grande en lugar de dos pequeñas, por lo que Rachel decide seguir viviendo en el apartamento de Joey. El final de temporada muestra la boda de Mónica y Chandler, y revelándose que Rachel está embarazada después de que Phoebe descubre una prueba de embarazo positiva en el baño de Mónica.

### Temporada 8
La temporada se centra en como Chandler y Mónica inician su vida de casados y en el embarazo de Rachel. La temporada comienza cuando descubren gracias a una investigación sobre un jersey rojo, que el padre del hijo de Rachel es Ross. Rachel y Ross deciden tener el bebé, pero no reanudar su relación romántica. Joey comienza a tener sentimientos románticos por Rachel, pero ella no le corresponde. La temporada termina con Rachel dando a luz a Emma y con Chandler y Mónica decidiendo tener un hijo. En el hospital, la madre de Ross le ofrece a Ross un anillo de compromiso y lo presiona para que se case con Rachel. Ross no está de acuerdo, y guarda el anillo en el bolsillo de su chaqueta. Mientras tanto, en la sala de posparto, Rachel pide a Joey un pañuelo, y cuando Joey busca uno en el bolsillo de la chaqueta de Ross, el anillo cae al suelo. Joey se arrodilla para recogerlo y cuando se vuelve a Rachel para preguntarle sobre ese anillo, aún de rodillas, Rachel impactada responde "sí, acepto" interpretando que Joey le estaba proponiendo matrimonio.

### Temporada 9
En la novena temporada, Ross y Rachel deciden irse a vivir juntos al apartamento de Ross, con su hija Emma. Mónica y Chandler intentan concebir un bebé, pero después de varios intentos fallidos y de estudios médicos, descubren que no son capaces de concebir. Phoebe y Joey deciden invitar mutuamente amigos para salir para tener una cita doble, y Joey se olvida de invitar un chico para Phoebe. Pero le miente y le dice que había invitado a un amigo suyo que se llama Mike. Para poder validar su mentira, pregunta en voz alta en la cafetería si hay algún Mike, y le ofrece pagarle una cena a cambio de salir con Phoebe resultando una atracción entre ellos. Phoebe se reencuentra con un exnovio, David, pero decide seguir con Mike, el falso amigo de Joey. La convivencia de Ross y Rachel se complica por la relación entre ellos y los celos resultantes, por lo que Rachel y Emma se mudan a vivir con Joey en la mitad de la temporada, y Rachel desarrolla sentimientos románticos por Joey, mientras que el resto de sus amigos empiezan a planear y hacer todo lo posible para que Ross y Rachel vuelvan a estar juntos. Para ello les organizan una cita a cada uno con algún personaje nefasto para que se den cuenta que no tienen que salir con otros sino que tienen que volver juntos. Luego Ross es invitado a ser el principal orador en un Congreso de Paleontología en Barbados, y Joey se enamora de la paleontóloga que invita a Ross a dar su conferencia, Charlie. Empiezan a salir y todo el grupo viaja a Barbados en el final de la temporada a oír a Ross dar su conferencia. Joey y su novia Charlie rompen durante el congreso porque se aburre de que ella esté tan ocupada en asuntos académicos, y ella comienza una relación con Ross, que ve atractivo su interés por el mundo de la cultura. Joey se entera de los sentimientos de Rachel aunque no puede hacer nada por respeto a Ross, aunque al ver Joey que Ross está enamorado de Charlie, decide besar a Rachel.

### Temporada 10
La décima temporada cierra varias historias de larga duración. Charlie rompe con Ross y vuelve con su exnovio. Joey y Rachel tratan de lidiar con los sentimientos que Ross tiene acerca de que ellos estén juntos. Phoebe y Mike se casan a mitad de temporada, en la calle frente a la cafetería Central Perk. Mónica y Chandler deciden adoptar un niño y son elegidos por Erica (interpretada por Anna Faris) una madre soltera. En el final de la serie, Erica da a luz a gemelos, para sorpresa de Mónica y Chandler -un niño, Jack (por el padre de Mónica), y una niña, a quien llaman Erica (el nombre de la madre biológica). Mónica y Chandler compran una casa y se preparan para mudarse a las afueras. Joey se siente enfadado por todos los cambios en su vida. Rachel es despedida de su trabajo y acepta una nueva oferta en Louis Vuitton en París, pero Ross, dándose cuenta de que la quiere, la persigue al aeropuerto para detenerla. Rachel se da cuenta de que ella lo quiere también, y se baja del avión que la llevaba a París, accediendo a quedarse con él. La serie termina con los seis y los dos nuevos bebés de Mónica y Chandler, saliendo del apartamento para tomar un café en Central Perk. La última frase de la serie la dice Chandler, haciendo una broma por última vez. La última toma de la serie es un gran plano secuencial del apartamento vacío, las llaves de los seis personajes sobre la mesa, y el marco dorado sobre el visor de la puerta violeta, tan característico desde los inicios de la serie.

## Elenco y personajes
| Actor/triz                                  | Actor/triz de doblaje | Actor/triz de doblaje | Personaje              | Temporadas             | Temporadas             | Temporadas             | Temporadas             | Temporadas             | Temporadas             | Temporadas             | Temporadas             | Temporadas             | Temporadas             |
| Actor/triz                                  | Actor/triz de doblaje | Actor/triz de doblaje | Personaje              | 1                      | 2                      | 3                      | 4                      | 5                      | 6                      | 7                      | 8                      | 9                      | 10                     |
| Personajes principales                      | Personajes principales | Personajes principales | Personajes principales | Personajes principales | Personajes principales | Personajes principales | Personajes principales | Personajes principales | Personajes principales | Personajes principales | Personajes principales | Personajes principales | Personajes principales |
| ------------------------------------------- | --- | --- | ---------------------- | ---------------------- | ---------------------- | ---------------------- | ---------------------- | ---------------------- | ---------------------- | ---------------------- | ---------------------- | ---------------------- | ---------------------- |
| Jennifer Aniston                            | Patricia Acevedo | Alicia Laorden (incluido el redoblaje de los episodios 217 y 218) | Rachel Green           | Principal              | Principal              | Principal              | Principal              | Principal              | Principal              | Principal              | Principal              | Principal              | Principal              |
| Courteney Cox                               | Yolanda Vidal | Concha García Valero (†) (se mantiene su voz en el redoblaje de los episodios 217 y 218)Ana Pallejà (redoblaje de los episodios 217 y 218 ―solo en las escenas añadidas―) | Monica Geller          | Principal              | Principal              | Principal              | Principal              | Principal              | Principal              | Principal              | Principal              | Principal              | Principal              |
| Lisa Kudrow                                 | Gisela Casas (T1-T6/T7-T10)Rommy Mendoza (T6, sustituta temporal)                                                                | Alba Sola (incluido el redoblaje de los episodios 217 y 218) | Phoebe Buffay          | Principal              | Principal              | Principal              | Principal              | Principal              | Principal              | Principal              | Principal              | Principal              | Principal              |
| Matt LeBlanc                                | Benjamín Rivera (T1-T2/T2-T4/T4-T5)Jorge Roig (T2, sustituto temporal)Luis A. Mendoza (T4, sustituto temporal; T5-T10)           | Daniel García (incluido el redoblaje de los episodios 217 y 218) | Joey Tribbiani         | Principal              | Principal              | Principal              | Principal              | Principal              | Principal              | Principal              | Principal              | Principal              | Principal              |
| Matthew Perry                               | Sergio Gutiérrez Coto | José Posada (incluido el redoblaje de los episodios 217 y 218) | Chandler Bing          | Principal              | Principal              | Principal              | Principal              | Principal              | Principal              | Principal              | Principal              | Principal              | Principal              |
| David Schwimmer                             | José Carlos Moreno (T1-T3/T3/T3-T5/T5/T5-T6)Mario Castañeda (T3, sustituto temporal; T6-T10)Mario Filio (T5, sustituto temporal) | Alberto Mieza (incluido el redoblaje de los episodios 217 y 218) | Ross Geller            | Principal              | Principal              | Principal              | Principal              | Principal              | Principal              | Principal              | Principal              | Principal              | Principal              |
| Personajes recurrentes                      | | |                        |                        |                        |                        |                        |                        |                        |                        |                        |                        |                        |
| James Michael Tyler                         | — (T1-T3)Eduardo Tejedo (T3-T10)                                                                                                 | Pedro José Martos | Gunther                | Recurrente             | Recurrente             | Recurrente             | Recurrente             | Recurrente             | Recurrente             | Recurrente             | Recurrente             | Recurrente             | Recurrente             |
| Maggie Wheeler                              | Carola Vázquez | María Moscardó (excepto un episodio)Nuria Llop (episodio 48) | Janice Goralnik        | Recurrente             | Recurrente             | Recurrente             | Invitado               | Invitado               | Invitado               | Invitado               | Invitado               | Invitado               | Invitado               |
| Lisa Kudrow                                 | Gisela Casas | Alba Sola | Ursula Buffay          | Recurrente             |                        | Recurrente             | Recurrente             | Recurrente             | Recurrente             | Recurrente             | Recurrente             |                        |                        |
| Actores varios (T1-T5)Cole Sprouse (T6-T8)  | Ariadna Rivas | Berta Cortés | Ben Geller-Willick     | Recurrente             | Recurrente             | Recurrente             | Recurrente             | Invitado               | Invitado               | Recurrente             | Recurrente             |                        |                        |
| Anita Barone (T1)Jane Sibbett (T1-T2/T5-T6) | Elsa Covián (T1/T1-T2/T5-T6)Queta Leonel (T1, sustituta temporal)                                                                | Rosa María Hernández | Carol Willick          | Recurrente             | Recurrente             |                        |                        | Invitado               | Invitado               |                        |                        |                        |                        |
| Jessica Hecht                               | Ariadna Rivas | Montse Moreno | Susan Bunch            | Recurrente             | Recurrente             |                        |                        |                        | Invitado               |                        |                        |                        |                        |
| Christina Pickles                           | Nancy McKenzie (T1-T2)Andrea Coto (T4/T4-T9)Belinda Martínez (T4, sustituta temporal)Magda Giner (T10)                           | Silvia Castelló | Judy Geller            | Recurrente             | Invitado               |                        | Invitado               | Invitado               | Invitado               | Recurrente             | Recurrente             | Invitado               | Invitado               |
| Elliott Gould                               | Martín Soto (T1-T2/T4-T7)Alfonso Ramírez (T8/T10)                                                                                | Dionisio Macías (T1-T2/T4-T5)Javier Viñas (T6-T8/T10) | Jack Geller            | Recurrente             | Invitado               |                        | Invitado               | Invitado               | Invitado               | Recurrente             | Recurrente             |                        | Invitado               |
| Mitchell Whitfield                          | Herman López | José Javier Serrano | Barry Farber           | Recurrente             | Invitado               |                        |                        |                        | Invitado               |                        |                        |                        |                        |
| Hank Azaria                                 | Paco Mauri | Óscar Barberán (T1)Antonio García Moral (T7)Juan Fernández (T9) | David                  | Invitado               |                        |                        |                        |                        |                        | Invitado               |                        | Recurrente             |                        |
| Cosimo Fusco                                | Martín Soto | Pedro Molina | Paolo                  | Recurrente             | Invitado               |                        |                        |                        |                        |                        |                        |                        |                        |
| Larry Hankin                                | Miguel Ángel Ghigliazza (T1)Martín Soto (T1-T3)                                                                                  | Antonio Crespo | Sr. Heckles            | Recurrente             | Recurrente             | Recurrente             |                        |                        |                        |                        |                        |                        |                        |
| Tom Selleck                                 | Emilio Guerrero | Jordi Royo | Richard Burke          |                        | Recurrente             | Invitado               |                        |                        | Invitado               |                        |                        |                        |                        |
| Lauren Tom                                  | Norma Iturbe | Aurora García | Julie                  |                        | Recurrente             |                        |                        |                        |                        |                        |                        |                        |                        |
| Giovanni Ribisi                             | Ernesto Lezama (T2)Luis Daniel Ramírez (T3)Irwin Daayán (T3-T4)Alfonso Obregón (T10)                                             | Jordi Pons (T2)Aleix Estadella (T3-T4/T10) | Frank Buffay, Jr.      |                        | Invitado               | Recurrente             | Recurrente             |                        |                        |                        |                        |                        | Invitado               |
| Jon Favreau                                 | Pedro D'Arguillón Jr.Juan Alfonso Carralero                                                                                      | Luis Grau | Pete Becker            |                        |                        | Recurrente             |                        |                        |                        |                        |                        |                        |                        |
| Debra Jo Rupp                               | Nancy McKenzie (T3)Ángela Villanueva (T4-T5)                                                                                     | Rosa Pastó | Alice Knight           |                        |                        | Invitado               | Recurrente             | Invitado               |                        |                        |                        |                        | Invitado               |
| Alison LaPlaca                              | Andrea Coto | Gloria González | Joanna                 |                        |                        | Recurrente             | Recurrente             |                        |                        |                        |                        |                        |                        |
| Helen Baxendale                             | Sarah Souza | Aurora Ferrándiz | Emily Waltham          |                        |                        |                        | Recurrente             | Invitado               |                        |                        |                        |                        |                        |
| Paget Brewster                              | Sarah Souza (episodios 78-84)Carola Vázquez (episodio 86)                                                                        | Marta Barbará | Kathy                  |                        |                        |                        | Recurrente             |                        |                        |                        |                        |                        |                        |
| George Newbern                              | Juan Alfonso Carralero | Raúl Llorens | Danny                  |                        |                        |                        |                        | Recurrente             |                        |                        |                        |                        |                        |
| Michael Rapaport                            | Marcos Patiño | José Javier Serrano | Gary                   |                        |                        |                        |                        | Recurrente             |                        |                        |                        |                        |                        |
| Elle Macpherson                             | Verónica López Treviño | Nuria Mediavilla | Janine LaCroix         |                        |                        |                        |                        |                        | Recurrente             |                        |                        |                        |                        |
| Eddie Cahill                                | Ricardo Tejedo | Ángel de Gracia | Tag Jones              |                        |                        |                        |                        |                        |                        | Recurrente             | Invitado               |                        |                        |
| Bonnie Somerville                           | Maggie Vera | Noemí Bayarri | Mona                   |                        |                        |                        |                        |                        |                        |                        | Recurrente             |                        |                        |
| Paul Rudd                                   | Ricardo Mendoza | Óscar Muñoz (incluido el redoblaje de los episodios 217 y 218) | Mike Hannigan          |                        |                        |                        |                        |                        |                        |                        |                        | Recurrente             | Recurrente             |
| Aisha Tyler                                 | Ruth Toscano | María del Mar Tamarit | Charlie Wheeler        |                        |                        |                        |                        |                        |                        |                        |                        | Recurrente             | Recurrente             |
| Anna Faris                                  | María Fernanda Morales | Nuria Mediavilla | Erica                  |                        |                        |                        |                        |                        |                        |                        |                        |                        | Recurrente             |

### Personajes principales
- Jennifer Aniston interpreta a Rachel Green, una entusiasta de la moda y la mejor amiga de Mónica del instituto. Rachel y Ross Geller tienen en una relación intermitente durante la serie. El primer trabajo de Rachel es como camarera en la cafetería Central Perk, pero luego se convierte en ayudante de compras en Bloomingdale's y en compradora personal en Polo Ralph Lauren en la temporada 5. Aniston ya había aparecido en varios pilotos de comedia sin éxito antes de estar en el reparto de Friends.

- Courteney Cox interpreta a Monica Geller, la "madre" del grupo, es una maniática de la limpieza[7] y conocida por su obsesión por competir.[8][9] Mónica, a menudo, recibe bromas de los demás por haber tenido sobrepeso cuando era niña, especialmente de su hermano Ross. Mónica trabaja como chef y cambia su lugar de trabajo a menudo durante la serie. Se casa con su amigo Chandler Bing en la séptima temporada. Cuando fue elegida inicialmente, Cox tenía la carrera de más alto perfil que los otros actores, después de haber aparecido en Ace Ventura: Pet Detective y Family Ties.

- Lisa Kudrow interpreta a Phoebe Buffay, una masajista y músico excéntrica. Phoebe tuvo una vida difícil. Su padre la abandonó cuando era un bebé y su madre se suicidó. Se quedó sin casa a los 14 años y vivió en la calle.[10] Kudrow anteriormente había interpretado a una camarera, Ursula Buffay, en Mad About You, la cual aparece como un personaje recurrente en varios episodios de Friends como gemela de Phoebe. Antes de su carrera como actriz, Kudrow era gerente de oficina e investigadora para su padre, un especialista en dolor de cabeza.

- Matt LeBlanc interpreta a Joey Tribbiani, un actor y amante de la comida quien se hace famoso por su papel en la novela Days of Our Lives como el Doctor Drake Ramoray. Joey es un mujeriego con muchas ligues a lo largo de la serie, y se enamora de Rachel en la octava temporada. Antes de su papel en Friends, LeBlanc apareció como un personaje secundario en la sitcom Married... with Children, y como protagonista en Top of the Heap y Vinnie & Bobby.[11]

- Matthew Perry interpreta a Chandler Bing, un ejecutivo de análisis estadístico y reconfiguración de datos para una gran corporación multinacional. Chandler renuncia a su trabajo y se convierte en un redactor en una agencia de publicidad durante la novena temporada. Chandler es conocido por su sarcástico sentido del humor,[12] y se casa con su amiga Mónica. Como Aniston, Perry había aparecido en varios pilotos sin éxito antes de entrar en el reparto.[13]

- David Schwimmer interpreta a Ross Geller, un paleontólogo doctorado, que trabaja en el museo de Prehistoria, y luego como profesor de paleontología en la Universidad de Nueva York. Ross tiene tres matrimonios fallidos durante la serie, y tiene una relación de intermitente con Rachel. Antes de estar en el reparto de Friends, Schwimmer interpretó papeles de menor importancia en The Wonder Years y NYPD Blue.

### Personajes recurrentes
- James Michael Tyler interpreta a Gunther, gerente de la cafetería Central Perk quien aparece en un papel secundario durante la serie. Su personaje vive enamorado de Rachel. Gunther aparece en casi cada episodio, pero solo cuando ocasionalmente llama la atención y casi nunca tiene un papel importante en la trama de un episodio. Tyler fue elegido como Gunther porque él era el único extra que sabía trabajar en la máquina de café en el set de Central Perk. Tyler aparece como Gunther en un coanfitrión de voz a través del juego de preguntas de Friends para PlayStation 2, PC y Xbox, y en un juego de tablero llamado Friends: Scene It?.

- Maggie Wheeler interpreta a Janice Goralnik (siendo Goralnik su actual apellido de casada, Litman su anterior apellido de casada y Hosenstein su apellido de nacimiento), la esporádica novia de Chandler en las primeras temporadas. Janice y Gunther son los únicos personajes fuera de los seis amigos principales que aparecen en las diez temporadas de Friends. Janice y Chandler comienzan a salir, y terminan, y así una y otra vez durante las primeras temporadas. Hace apariciones esporádicas durante las 10 temporadas. Habla con un tono nasal y enfatiza cada palabra de su frase "Oh, my God!". La risa distintiva de Janice surgió de un desliz de Wheeler durante el ensayo de un episodio; después de la escena "¿Más café?"/"No, todavía sigo peleándome con el primero", donde Wheeler se ríe. The Seattle Times clasificó al personaje invitado de Janice como el mejor de la serie en 2004.[14]

- Lisa Kudrow interpreta a Ursula Buffay, la hermana gemela de Phoebe. Kudrow interpretó el papel de Úrsula en la sitcom Mad About You, una camarera inepta en Riff's, quien frecuentemente se olvida de las órdenes. En un episodio, Helen Hunt y Leila Kenzle hacen una aparición como los personajes de Mad About You, Jamie Buchman y Fran Devanow, en una escena donde confunden a Phoebe con Úrsula en Central Perk. Al final de la serie Mad About You, temporalizada 22 años después, revela que tras del éxito en su carrera como actriz porno, Úrsula se convierte en Gobernadora de Nueva York.

- Cole Sprouse interpreta a Ben Geller Willick (interpretado primero por actores varios en cuatro temporadas), es el hijo de Ross y Carol Willick, nacido en "The One with the Birth". Ben es interpretado por varios actores, entre ellos Michael Gunderson, los hermanos Charles Thomas Allen y John Christopher Allen, y por Cole Sprouse desde la temporada 6 a la 8.

- Jane Sibbett interpreta a Carol Willick (interpretada primero por Anita Barone en un episodio), es la exesposa lesbiana de Ross, quien salió del armario un año antes del episodio piloto, y quien después de su divorcio se casó con Susan Bunch. En el episodio "The One with the Birth" Carol da a luz a un niño, Ben, el hijo de ella y de Ross. Carol y Susan también se casan en "The One with the Lesbian Wedding" y hacen apariciones irregulares en tres temporadas. Estaban basadas en los mejores amigos de Marta Kauffman y David Crane, los creadores de Friends, en Nueva York. "No las creamos por cualquier motivo político en particular o por un chic lésbico. Era una oportunidad de contar una historia interesante".[15] Los personajes fueron aclamados como ejemplo positivo de una pareja gay en televisión por la Alianza Gay y Lésbica Contra la Difamación.
- Jessica Hecht interpreta a Susan Bunch, la esposa de Carol Willick, exesposa de Ross. Comenzó su relación con Carol un año antes del piloto, donde esta le dice a Ross que es lesbiana, y terminan su relación. Susan acompaña a Carol en el parto de su hijo Ben, y es su segunda madre. Susan no intenta ocultar su desprecio hacia Ross y viceversa, pero brevemente ponen sus diferencias a un lado cuando Carol da a luz a Ben. Jessica Hecht originalmente realizó la audición para interpretar a Mónica.[16]

- Christina Pickles y Elliott Gould interpretan a Judy y Jack Geller, son los padres de Ross y Mónica. En las primeras apariciones, Jack frecuentemente hace comentarios inapropiados, que puntúa exclamando "¡Sólo estoy diciendo!". Judy a menudo hace comentarios ofensivos acerca de la falta de vida amorosa de Mónica y ella a veces se olvida de que su hija existe, cuando al mismo tiempo evidencia que tiene como favorito a Ross.

- Mitchell Whitfield interpreta a Barry Farber, el novio despechado de Rachel. Esta lo dejó en el altar minutos antes del comienzo del piloto. Barry, un ortodoncista, decide irse a la luna de miel de él y Rachel con su dama de honor, Mindy, y pronto comienza una relación con ella. Su relación llega a una mala racha cuando él y Rachel consideran volver. Él decide quedarse con Mindy y los dos se casan. Luego se terminan divorciando (Temporada 6, 2000). El apellido de Barry es dado como "Finkle" en el piloto y "Farber" en las demás apariciones, excepto en "The One with the Flashback" donde es referido como "Barry Barber". También es llamado "Barry White."

- Hank Azaria interpreta a David, "el chico científico", es un físico de quien Phoebe se enamora. Comienzan una relación amorosa pero luego decide irse a un viaje de investigación a Minsk con su socio de investigación, rompiendo el corazón de Phoebe. Él regresa a Nueva York en una breve visita y comparte una tarde con Phoebe. Cuando vuelve definitivamente, él y Phoebe reanudan su relación, y capítulos más tarde deciden terminar. El personaje de David vuelve como invitado en la temporada 9. En 2003, Azaria estuvo nominado por los premios Emmy por Mejor Actor Invitado en una Serie de Comedia.

- Cosimo Fusco interpreta a Paolo, es un vecino italiano en el edificio de Mónica, de quien Rachel se enamora. Comienzan a salir, haciendo sentir celoso a Ross. Ella lo deja después de que trata de seducir a Phoebe pero más tarde vuelven a compartir una última noche juntos.

- Larry Hankin interpreta al Señor Heckles, el vecino de planta baja de Mónica y Rachel, un anciano que constantemente se queja por ruidos molestos. Su primera aparición fue en "The One with the Blackout", diciendo que posee un gato que Rachel ha encontrado. Aparece de nuevo en "The One with Two Parts, Part 1", y "The One Where the Monkey Gets Away" antes de morir en "The One Where Mr. Heckles Dies". Como último acto rencoroso, él le deja sus asquerosas pertenencias a las "ruidosas chicas del piso de arriba". Hace una última aparición en "The One with the Flashback", en 1993, donde en un flashback se queja de que el ruido de Phoebe está arruinando su práctica de oboe, e inadvertidamente causa que Joey sea el compañero de piso de Chandler.

- Tom Selleck interpreta a Richard Burke, un oftalmólogo y el mejor amigo de Jack Geller. Él y Mónica comienzan a salir, lo que enfureció a los padres de Mónica cuando se enteran. Él y Mónica terminan cuando él le dice que no quiere tener más hijos, ya que su vida adulta ha llegado. Todas las apariciones de Selleck en la temporada 2 tuvieron que volver a ser filmadas después de que la audiencia se fuera porque "era como The Beatles con el griterío y los aplausos".[17] Por su aparición en "The One with the Proposal," Selleck estuvo nominado por un premio Emmy, Mejor Actor Invitado en una Serie de Comedia. The Seattle Times clasificó a Richard como el tercer personaje invitado en la serie en 2004.

- Lauren Tom interpreta a Julie, es una colega amiga de postgrado de Ross, con quien se encuentra de nuevo mientras estaba en un viaje en China. Comienzan a salir pero capítulos más tarde terminan cuando Ross revela que ama a Rachel. Ella hace una aparición final en otro episodio, donde se enamora de alguien parecido a Ross.

- Giovanni Ribisi interpreta a Frank Buffay, Jr., es el medio hermano de Phoebe por parte de padre. Phoebe lo conoce después de atreverse a llamar en la puerta de su padre no conocido, pero descubre que él se fue de allí hace muchos años. En The One with the Hypnosis Tape, él anuncia su casamiento con Alice Knight, su vieja profesora de economía, 26 años mayor que él. Luego le piden a Phoebe que sea su vientre de alquiler para tener a su hijo, que luego descubren que son trillizos. The Seattle Times clasificó a Frank como el cuarto personaje invitado favorito de la serie en 2004.

- Jon Favreau interpreta a Pete Becker, es un genio de software y multimillonario. Pete comienza a verse con Mónica y comienzan a salir. Capítulos después, Mónica lo deja, ya que no lo ama. El personaje de Pete fue concebido como «un Bill Gates multimillonario, del tipo científico» que a Mónica no le atrae. Los productores y el director de casting tuvieron dificultades para encontrar un actor que quisiera interpretar a Pete como ellos querían, «alguien que sea lo suficientemente atractivo que nos gustase, así podríamos trabajar con él, pero por otra parte, no era el magnífico modelo masculino que diríamos».[18] Los productores basaron su decisión de ofrecerle el papel a Favreau por su actuación en Swingers.[19]

- Debra Jo Rupp interpreta a Alice Knight, es la esposa de Frank Buffay, Jr. Profesora de economía, Frank fue alumno suyo y se enamoraron, pese a ser él 26 años menor que ella. En The One with the Hypnosis Tape, ella y Frank anuncian su boda y Phoebe lo acaba aceptando pese a su inicial reticencia. Luego le piden a Phoebe que sea su madre de alquiler para tener a su hijo, que luego descubren que son trillizos. Alice estaba programada para aparecer solo en un episodio, pero tuvo un papel recurrente después de que la historia cambió cuando Lisa Kudrow quedó embarazada.[20]

- Alison LaPlaca interpreta a Joanna, es la jefa de Rachel, quien sale con Chandler. Ella es hostil con su asistente, Sophie, pero bondadosa con Rachel. Le ofrece un trabajo en "The One Where They're Going to Party" pero es atropellada por un taxi antes de que pudiera entrar en vigor.

- Helen Baxendale interpreta a Emily Waltham, es la sobrina del señor Waltham, quien llega a Nueva York por una visita de dos semanas. Ella tiene un romance con Ross y deciden casarse, donde los protagonistas vuelan a Londres para su boda y allí Ross accidentalmente dice el nombre de Rachel en el altar, humillando a Emily ante sus amigos y familia. Tras varios acontecimientos, culminan su relación. El apellido de Emily es de la ciudad donde los creadores del show asistieron a la Universidad. Patsy Kensit se acercó inicialmente a interpretar el papel pero fue rechazada. El matrimonio de Ross iba a durar mucho más en la serie, pero Helen Baxendale se quedó embarazada antes de la temporada 5, y no pudo viajar para la serie; por lo tanto, limita sus apariciones en la temporada 4. Se le pidió a Helen Baxendale para repetir el papel en la temporada 10, pero lo rechazó para estar en la obra After Miss Julie, y porque no quería el mismo nivel de atención que había recibido en 1998.

- Paget Brewster interpreta a Kathy, es la novia de Joey, con quien no tiene nada en común además de ser actores. Una atracción mutua se desarrolla entre Kathy y Chandler, que manifiestan con un beso (temporada 4, en 1997). Después de que Joey lo descubre, Kathy decide dejar Nueva York para ir a Chicago, y declara su amor a Chandler. Después de algunos acontecimientos, Chandler la deja. Cuando Paget Brewster llegó para su audición afirmó que era "una pequeña alternativa" y no tuvo oportunidad para obtener el papel. Matthew Perry le dijo que los productores sabían que era la indicada para el papel cuando ella se llamó una "enana". Ella pasó sus primeras dos semanas trabajando creyendo que sería despedida y que el papel sería reemplazado por una actriz más bonita. Brewster no quería que escribieran que Kathy engañaba a Chandler.

## Producción

### Concepción
David Crane y Marta Kauffman empezaron a realizar tres nuevos pilotos para televisión, los cuales saldrían en 1994 después de que su sitcom Family Album fuera cancelada por CBS en 1993. Kauffman y Crane decidieron hacer la serie acerca de "seis personas en sus 20's viviendo en Manhattan" para NBC, porque decidieron que encajaba mejor ahí. Crane y Kauffman presentaron su idea a su compañero, Kevin S. Bright, quien fue productor ejecutivo de la serie HBO, Dream On. La idea de la serie fue concebida cuando Crane y Kauffman empezaron a recordar cuando terminaron la universidad y vivieron en Nueva York solos; encontraron el concepto interesante, ya que "todos conocen ese sentimiento," y porque era así como se sentían respecto a sus vidas en ese momento. Nombraron la serie Insomnia Cafe, y presentaron la idea a NBC en diciembre de 1993. Al mismo tiempo, Warren Littlefield, el entonces presidente de NBC Entertainment, buscaba una comedia en la que participaran jóvenes que viven juntos y comparten gastos. Littlefield quería que el grupo compartiera períodos memorables de sus vidas con amigos, que se habían convertido en "nuevos miembros de familia sustituta". Sin embargo, Littlefield encontró dificultades para darle vida al concepto, y encontró que los guiones desarrollados por NBC eran terribles. Cuando Kauffman, Crane y Bright lanzaron Insomnia Cafe, Littlefield quedó impresionado de que supieran quiénes eran sus personajes.NBC compró la idea como piloto de lanzamiento, lo que significa que se arriesgaron a sanciones financieras si el piloto no se filmaba. Kauffman y Crane comenzaron a escribir un guion piloto para un espectáculo ahora titulado Friends Like Us, que tardó tres días en escribir. Littlefield quería que la serie representara la generación X y explorara un nuevo tipo de vínculo tribal, pero el trío no compartió su visión. Crane argumentó que no era una serie para una generación, y quería producir una serie que todos disfrutaran viendo. A NBC le gustó el guion piloto y ordenó la serie bajo otro título, Six of One, principalmente debido al título similar que compartió con la comedia de ABC These Friends of Mine.

### Casting

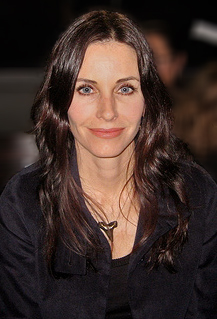
Los productores querían que Courteney Cox (foto) retratara a Rachel y Jennifer Aniston como Mónica; sin embargo, Cox y Aniston no estuvieron de acuerdo, entonces Cox fue elegida como Mónica y Aniston como Rachel.

Una vez que se hizo evidente que la serie era un proyecto favorito en NBC, Littlefield informó que recibía llamadas de todos los agentes de la ciudad, queriendo que su cliente fuera parte de la serie. Las audiciones para los papeles principales tuvieron lugar en Nueva York y Los Ángeles. El director de casting preseleccionó a 1000 actores que habían solicitado cada papel hasta 75. Los que recibieron una devolución de llamada volvieron a leer frente a Crane, Kauffman y Bright. A fines de marzo, el número de actores potenciales se había reducido a tres o cuatro para cada papel, y se les pidió que leyeran para Les Moonves, entonces presidente de Warner Bros. Television.
Después de haber trabajado con David Schwimmer en el pasado, los creadores de la serie escribieron el personaje de Ross con él en mente, y él fue el primer elenco de actores. Cox quería interpretar el papel de Mónica, pero los productores pensaban en interpretar a Rachel por su "energía alegre y optimista", que no era la forma en que imaginaban a Mónica; después de la audición de Cox, sin embargo, Kauffman estuvo de acuerdo con matar a su gato, y ella obtuvo el papel de Mónica. Cuando Matt LeBlanc audicionó para Joey, le dio un "giro diferente" al personaje. Originalmente, los escritores no pretendían que Joey fuera tenue, pero descubrieron que era una fuente importante de comedia. LeBlanc también le dio el corazón al personaje, que los escritores no se dieron cuenta de que tenía Joey. Aunque Crane y Kauffman no querían a LeBlanc para el papel en ese momento, la red les dijo que lo eligieran. Jennifer Aniston, Matthew Perry y Lisa Kudrow fueron seleccionados con base en sus audiciones.
Se produjeron más cambios en las historias de la serie durante el proceso de casting. Los escritores encontraron que tenían que ajustar los caracteres que habían escrito para adaptarse a los actores, y el proceso de descubrimiento de los personajes se produjo durante la primera temporada. Kauffman reconoció que el personaje de Joey se convirtió en "este ser completamente nuevo" y que "no fue hasta que hicimos el primer episodio de Acción de Gracias que nos dimos cuenta de lo divertidas que son las neurosis de Mónica".

### Escritura
En las semanas posteriores a la retirada de Friends, Crane, Kauffman y Bright por parte de NBC revisaron los guiones enviados que los escritores habían preparado originalmente para otras series, principalmente episodios de Seinfeld no producidos. Kauffman y Crane contrataron a un equipo de siete jóvenes escritores porque "cuando tienes 40 años ya no puedes hacerlo más. Las redes y los estudios buscan jóvenes que ingresan después de la universidad". Los creadores sintieron que usaron seis caracteres iguales, en lugar de enfatizar uno o dos, permitirían "innumerables tramas y le dan al espectáculo piernas". La mayoría de las ideas de la trama procedían de los escritores, aunque los actores añadían ideas. Los escritores originalmente planearon una gran historia de amor entre Joey y Mónica, ya que pretendían que fueran los personajes más sexuales de la serie. La idea de un interés romántico entre Ross y Rachel surgió durante el período en que Kauffman y Crane escribieron el guion piloto. 
Durante la producción del piloto, NBC solicitó que se cambiara el guion para que presentara una historia dominante y varias de menor importancia, pero los escritores se negaron, y querían mantener tres argumentos de igual peso. NBC pensó que el elenco era demasiado joven y presionó a un personaje más viejo que podría aconsejar a los jóvenes adultos. Crane y Kauffman se vieron obligados a cumplir y escribieron un borrador de un episodio temprano que presentaba "Pat the Cop". Crane descubrió que la historia era terrible, y Kauffman bromeó: "¿Conocen el libro de niños, Pat el conejito? Teníamos a Pat el policía". NBC finalmente cedió y abandonó la idea.
Cada verano (junio, julio y agosto en los EE. UU.), Los productores esbozarían los argumentos para la temporada siguiente. Antes de que un episodio entrara en producción, Kauffman y Crane revisarían el guion escrito por otro escritor, principalmente si algo relacionado con la serie o un personaje se sentía extraño. A diferencia de otras historias, la idea de una relación entre Joey y Rachel se decidió a mitad de la octava temporada. Los creadores no querían que Ross y Rachel volvieran a estar juntos tan pronto, y mientras buscaban un impedimento romántico, un escritor sugirió el interés romántico de Joey por Rachel. La historia se incorporó a la temporada; sin embargo, cuando los actores temieron que la trama les hiciera a sus personajes desagradables, la historia se completó, hasta que volvió a resurgir en el final de la temporada. Para la novena temporada, los escritores no estaban seguros sobre la cantidad de historia que se le debía dar al bebé de Rachel, ya que querían que el programa no girara en torno a un bebé ni pretendiera que no existiera. Crane dijo que les tomó un tiempo aceptar la idea de una décima temporada, que decidieron hacerla porque tenían suficientes historias por contar para justificar la temporada. Kauffman y Crane no se habrían apuntado por una undécima temporada, incluso si todos los miembros del elenco hubieran querido continuar.
El formato del título del episodio, "The One ...", se creó cuando los productores se dieron cuenta de que los títulos de los episodios no aparecerían en los créditos de apertura y, por lo tanto, serían desconocidos para la mayoría de la audiencia. Los títulos de los episodios comienzan oficialmente con "The One ...", excepto el título del episodio piloto y el final de la serie "The Last One".

### Rodaje

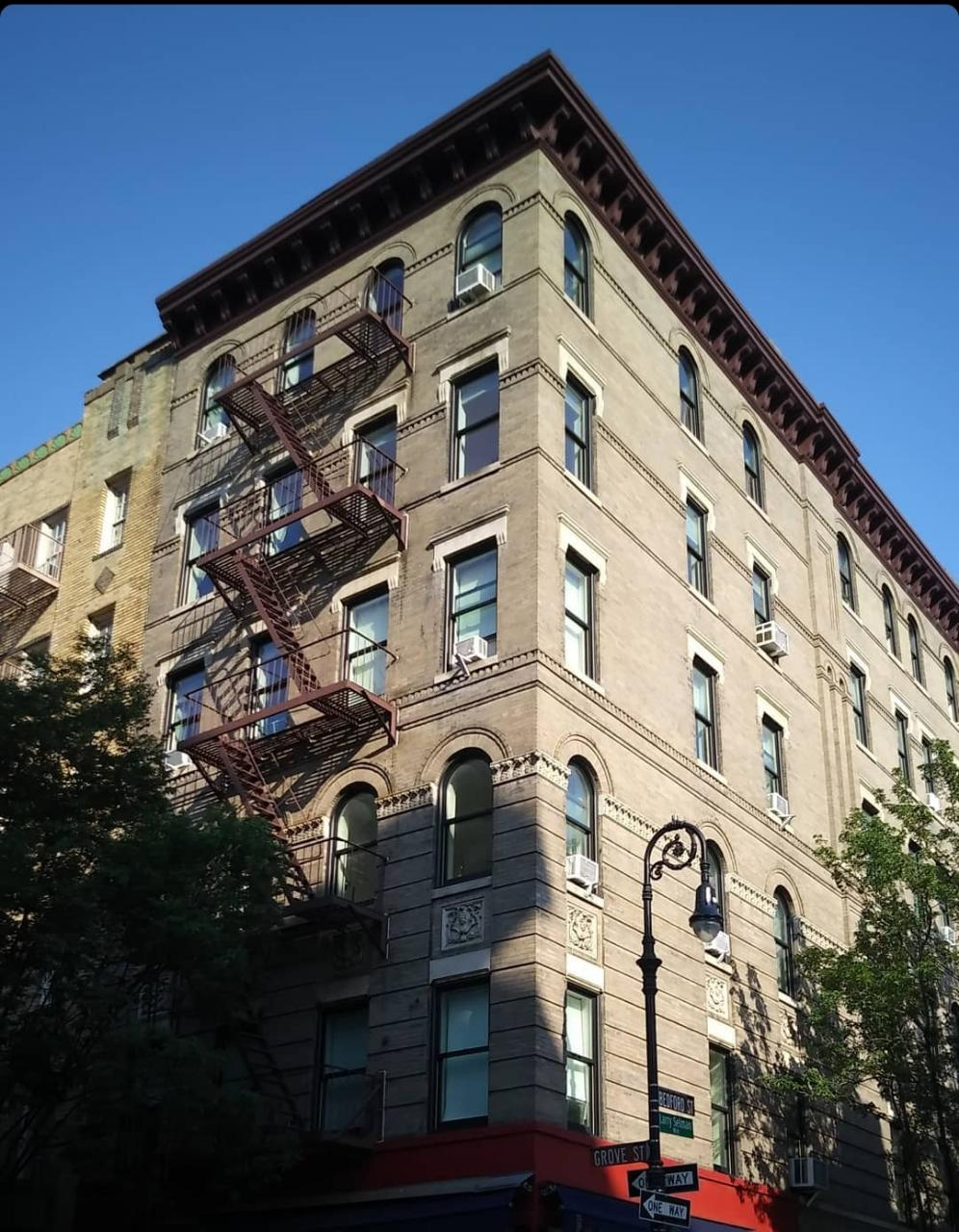
El edificio de Greenwich Village, 90 Bedford Street, utilizado como el bloque de apartamentos de los amigos en el establecimiento de tomas.

La primera temporada se filmó en el estudio 5 en Warner Bros. Studios en Burbank, California. Los ejecutivos de NBC se habían preocupado de que el ambiente de la cafetería fuera demasiado moderno y pidieron que la serie se montara en un restaurante, pero finalmente aceptaron el concepto de cafetería. La secuencia del título de apertura fue filmada en una fuente en el Rancho Warner Bros. a las 4:00 a. m., mientras que hacía mucho frío en una mañana en Burbank. Al comienzo de la segunda temporada, la producción se trasladó al estudio 24, mucho más grande que el anterior, que pasó a llamarse "The Friends Stage" después del final de la serie. El rodaje de la serie comenzó durante el verano (junio, julio y agosto en los EE. UU.) de 1994 frente a un público en vivo, quienes recibieron un resumen de la serie para familiarizarse con los seis personajes principales; un empleado comediante entretuvo a la audiencia del estudio entre tomas. Cada episodio de 22 minutos tardó seis horas en filmarse, el doble de la duración de la mayoría de las tomas de comedias, principalmente debido a varias repeticiones y reescrituras del guion.
Aunque los productores siempre quisieron encontrar las historias correctas para aprovechar su ubicación, Friends nunca se rodó en Nueva York. Bright sintió que el rodaje fuera del estudio hacía que los episodios fueran menos divertidos, incluso cuando se rodaba en el exterior, y que la audiencia en vivo era una parte integral de la serie. Cuando la serie fue criticada por representar incorrectamente a Nueva York, y que el grupo de amigos con dificultades económicas pudiese permitirse enormes apartamentos, Bright señaló que el set debía ser lo suficientemente grande para las cámaras, la iluminación y "para que la audiencia pudiera ver lo que está pasando"; los apartamentos también necesitaban proporcionar un lugar para que los actores ejecutaran los guiones divertidos. 
El final de la cuarta temporada fue filmado en Londres porque los productores conocían la popularidad de la serie en el Reino Unido. Las escenas se filmaron en un estudio con tres audiencias, cada una compuesta por 500 personas. Estas fueron las audiencias más grandes de la serie a lo largo de su carrera. El final de la quinta temporada, ambientado en Las Vegas, fue filmado en Warner Bros. Studios, aunque Bright conoció a personas que pensaban que se filmó en el lugar.

#### Música
La canción de la serie es «I'll Be There For You», compuesta especialmente para la serie por Michael Skloff y Allee Willis e interpretada por el grupo The Rembrandts. Muchos fanes tuvieron que comprar el álbum entero de la banda porque inicialmente la canción no estaba disponible en sencillo. En 1995 el sencillo se editó y alcanzó el primer puesto de las listas británicas y el puesto n.º 17 en la lista de clasificación de Billboard en Estados Unidos.
Aparte de este tema, sonaron decenas de canciones durante la serie.

## Final de la serie

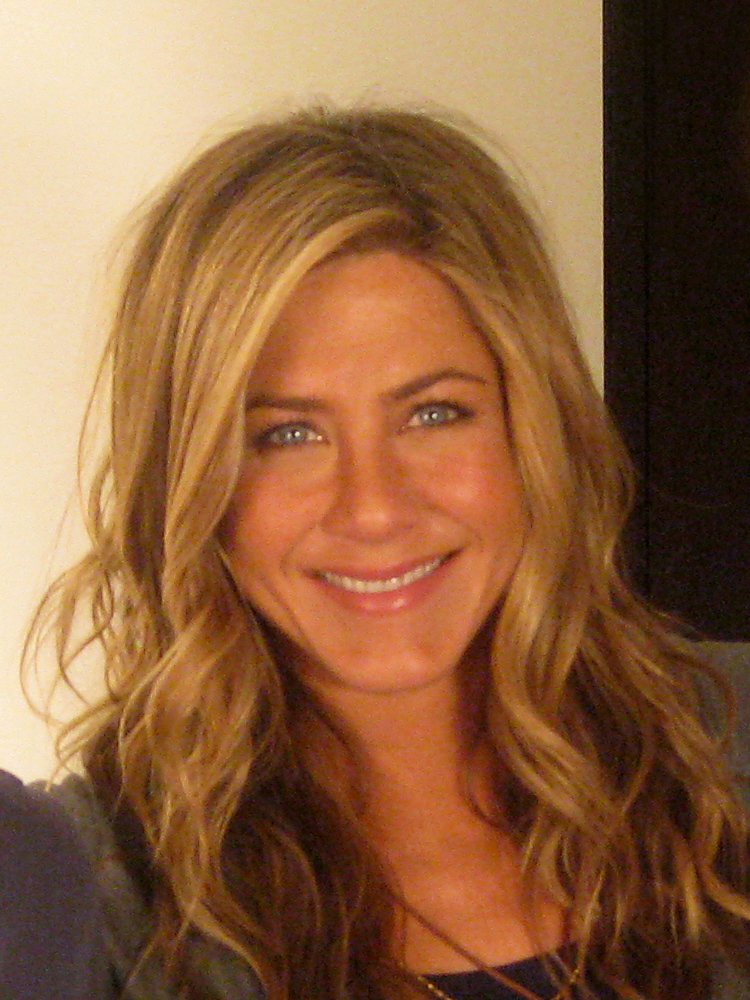
El elenco se emocionó mucho durante el rodaje del episodio final. Jennifer Aniston explicó: "Somos como porcelana muy delicada en este momento, y estamos acelerando hacia una pared de ladrillos".

Los creadores de la serie completaron el primer borrador del final de una hora en enero de 2004, cuatro meses antes de su emisión original. Crane, Kauffman y Bright observaron los finales de otras comedias de situación para preparar el esquema del episodio, prestando atención a lo que funcionaba y lo que no. Les gustaron los que se mantuvieron fieles a la serie, citando el final de The Mary Tyler Moore Show como el estándar de oro. Crane, Kauffman y Bright tuvieron dificultades para escribir el final y pasaron varios días pensando en la escena final sin poder escribir una palabra. No querían hacer "algo de alto concepto, o sacar el programa del espectáculo". Las partes más críticas del final se filmaron sin público y con un número mínimo de miembros del equipo. El elenco principal disfrutó del final y confiaba en que los fanáticos reaccionarían de manera similar: 
   Es exactamente lo que esperaba. Todos terminamos con una sensación de un nuevo comienzo y la audiencia tiene la sensación de que es un nuevo capítulo en la vida de todos estos personajes.
   - David Schwimmer sobre el final de la serie. 
NBC promovió fuertemente el final de la serie, que fue precedido por semanas de exageración mediática. Los afiliados locales de NBC organizaron grupos de observación en todo Estados Unidos, incluido un evento en Universal CityWalk con una transmisión especial de la final en una pantalla de Astrovision al aire libre. El final fue el tema de dos episodios de Dateline NBC, una revista semanal de televisión, una de las cuales se emitió durante dos horas. Una retrospectiva de una hora de clips de episodios anteriores se mostró antes de la emisión del episodio. Después del final, The Tonight Show con Jay Leno se filmó en el set de la cafetería Central Perk, que presentaba al elenco de la serie como invitados. Las tarifas de publicidad para el final promediaron $ 2 millones por 30 segundos de tiempo comercial, rompiendo el récord de la final de Seinfeld en $ 1.7 millones.
En los EE. UU., 52.5 millones de televidentes vieron el final el 6 de mayo de 2004, convirtiéndose en la transmisión de entretenimiento más vista desde el final de Seinfeld en 1998. Aunque no fue el episodio más visto de la serie, el final fue el cuarto final de la serie más visto en la historia de la televisión, solo detrás de los finales de M * A * S * H, Cheers y Seinfeld, que fueron vistos respectivamente por 105, 80.4 y 76.2 millones de espectadores. El episodio retrospectivo fue visto por menos de 36 millones de espectadores, y el final fue la segunda transmisión de televisión más vista del año, solo detrás del Super Bowl. Tras los finales de Friends y Frasier, los críticos de los medios especulaban sobre el destino del género sitcom. Las opiniones expresadas variaron entre una señalización del final del género sitcom, una pequeña disminución en la gran historia del género, y una reducción general de la televisión con guion a favor de los reality shows.

## Recepción

### Recepción de la crítica
Las primeras revisiones de la serie fueron mixtas; y tiene un puntaje de Metacritic de 59 sobre 100, basado en 20 revisiones muestreadas, que indican "críticas mixtas a promedio". Tom Feran de The Plain Dealer escribió que la serie cotizaba "vagamente y con menos éxito en el hang-out" estilo de Seinfeld", mientras que Ann Hodges del Houston Chronicle lo llamó "el nuevo aspirante a Seinfeld, pero nunca será tan divertido como Seinfeld". En el Los Angeles Daily News, Ray Richmond nombró a la serie como "una de las comedias más brillantes de la nueva temporada", y Los Angeles Times lo calificaron como "la mejor serie de comedia de la nueva temporada".
Ginny Holbert, del Chicago Sun-Times, descubrió que las características de Joey y Rachel estaban subdesarrolladas, mientras que Richmond elogió al elenco como un "conjunto juvenil agradable" con "buena química". Robert Bianco de USA Today fue complementario de Schwimmer, llamándolo "excelente". También elogió a las protagonistas femeninas, pero le preocupaba que el papel de Perry como Chandler fuera "indefinido" y que LeBlanc "confiaba demasiado en la misma rutina de sementales con muerte cerebral que ya estaba cansada las dos últimas veces que lo intentó". Los autores de Friends Like Us: The No Official Guide to Friends pensaron que el elenco estaba "intentando un poco demasiado duro", en particular Perry y Schwimmer. 
A medida que la serie progresaba, las revisiones se volvieron más positivas, y Friends se convirtió en una de las comedias de situación más populares de su época. Ahora se encuentra a menudo entre los mejores programas de televisión de todos los tiempos. Los críticos elogiaron la serie por tener una escritura y química consistentes entre los principales actores. Noel Holston de Newsday, que había descartado al piloto como un "aspirante a Seinfeld mediocre" en 1994, repudió su revisión anterior después de volver a ver el episodio, y sintió ganas de escribir una disculpa a los escritores. Heather Havrilesky de Salon.com pensó que la serie "tocó fondo" en la segunda temporada. Havrilesky descubrió que las bromas y situaciones específicas del personaje "podían hacer reír a carcajadas varias veces en cada episodio", y la calidad de la escritura permitió que las historias fueran "originales e innovadoras". Bill Carter de The New York Times llamó a la octava temporada un "regreso realmente impresionante". Carter descubrió que al "generar nuevas líneas argumentales y risas agudas", la serie hizo su camino "de regreso a los corazones de sus fanáticos". Sin embargo, Liane Bonin de Entertainment Weekly sintió que la dirección de la novena temporada era un "ruido de cabeza decepcionante", criticándolo por los lugares de celebridades sin parar e incursionando en el territorio de los tiburones. Aunque decepcionado con la temporada, Bonin notó que "la escritura todavía era aguda". Havrilesky pensó que la décima temporada era "alarmantemente horrible, mucho peor de lo que jamás imaginarías en un espectáculo que alguna vez fue tan bueno". Friends apareció en la lista de Los 100 mejores programas de televisión de todos los tiempos de Time, y dijo: "el secreto bien escondido de este programa era que se llamaba Friends, pero realmente se trataba de la familia".

"Pudo haber sido imposible que un episodio estuviera a la altura de la exageración y las expectativas acumuladas alrededor del final de Friends, pero esta hora probablemente fue lo más cercana posible a los fanáticos. Al final, el paquete de dos horas hizo exactamente lo que se suponía que hiciera. Envolvió la historia y nos recordó por qué nos gustó el espectáculo y lo echaremos de menos".
- Robert Bianco de USA Today sobre el final de la serie.

Las críticas de la serie final fueron mixtas. Robert Bianco de USA Today describió el final como entretenido y satisfactorio, y lo elogió por mezclar hábilmente la emoción y el humor mientras destacaba cada una de las estrellas. Sarah Rodman, del Boston Herald, elogió a Aniston y Schwimmer por su actuación, pero consideró que el reencuentro de sus personajes era "demasiado prolijo, incluso si era lo que la mayoría de las legiones de fanáticos querían". Roger Catlin del Hartford Courant consideró que los recién llegados a la serie estarían "sorprendidos de lo risueño que podría ser el asunto, y de cómo casi cada mordaza depende de la pura estupidez de sus personajes". Ken Parish Perkins, escribiendo para Fort Worth Star-Telegram, señaló que el final fue "más conmovedor que cómico, más satisfactorio en términos de cierre que ridículamente gracioso".

## Audiencia
La siguiente tabla indica el rating de Friends en los Estados Unidos.
| Temporada | Comienzo de temporada    | Final de temporada | Fecha     | Clasificación | Espectadores (en millones) |
| --------- | ------------------------ | ------------------ | --------- | ------------- | -------------------------- |
| 1         | 22 de septiembre de 1994 | 18 de mayo de 1995 | 1994-1995 | #8            | 24,8                       |
| 2         | 21 de septiembre de 1995 | 16 de mayo de 1996 | 1995-1996 | #3            | 29,4                       |
| 3         | 19 de septiembre de 1996 | 15 de mayo de 1997 | 1996-1997 | #4            | 26,3                       |
| 4         | 25 de septiembre de 1997 | 7 de mayo de 1998  | 1997-1998 | #4            | 24,1                       |
| 5         | 24 de septiembre de 1998 | 20 de mayo de 1999 | 1998-1999 | #2            | 24,7                       |
| 6         | 23 de septiembre de 1999 | 18 de mayo de 2000 | 1999-2000 | #3            | 20,7                       |
| 7         | 12 de octubre de 2000    | 17 de mayo de 2001 | 2000-2001 | #4            | 20,2                       |
| 8         | 27 de septiembre de 2001 | 16 de mayo de 2002 | 2001-2002 | #1            | 24,5                       |
| 9         | 26 de septiembre de 2002 | 15 de mayo de 2003 | 2002-2003 | #2            | 21,6                       |
| 10        | 25 de septiembre de 2003 | 6 de mayo de 2004  | 2003-2004 | #5            | 22,8                       |

## Impacto cultural

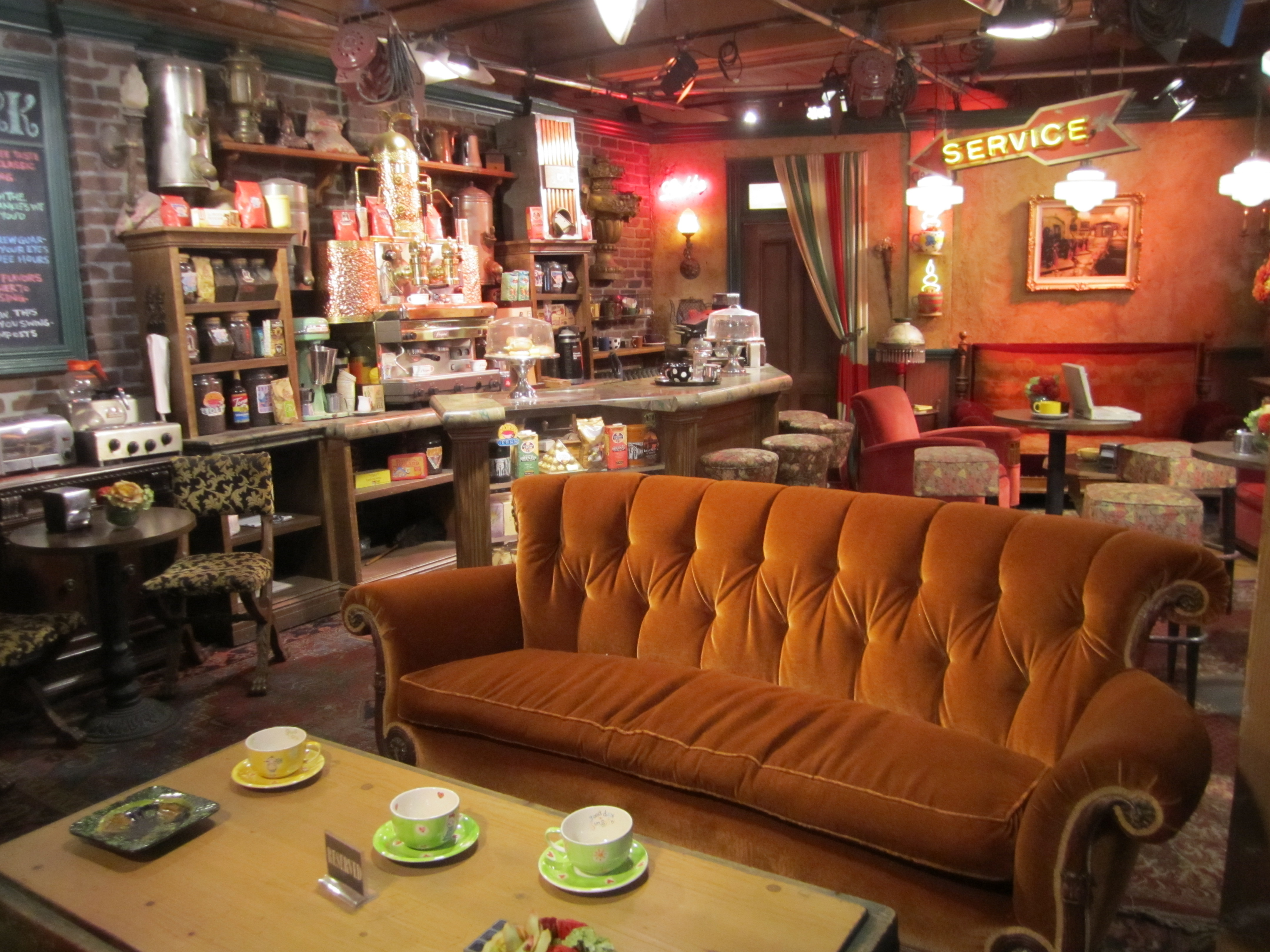
Set del Central Perk en Warner Bros. Studios.

Aunque los productores pensaban en Friends como «solo un programa de televisión», numerosos psicólogos investigaron el impacto cultural durante la serie. El peinado de Aniston fue apodado «The Rachel» y se copió en todo el mundo. El eslogan de Joey, «How you doin'?», se convirtió en una parte popular de la jerga del inglés occidental, a menudo utilizada como línea de recogida o para saludar a los amigos. La serie también influyó en el idioma inglés, de acuerdo con un estudio de la Universidad de Toronto, que encontró que los personajes usaban la palabra destacada «así» para modificar los adjetivos con más frecuencia que cualquier otro intensificador. Aunque la preferencia ya había hecho su camino en la lengua vernácula estadounidense, el uso de la serie puede haber acelerado el cambio. El hábito de Chandler de terminar una oración sin terminar por el sarcasmo también influyó en el habla de los espectadores. Después de los ataques del 11 de septiembre, las calificaciones aumentaron un 17 % con respecto a la temporada anterior.
Friends es parodiado en la duodécima temporada de Murder, She Wrote, en el episodio «Asesinato entre amigos», donde la detective aficionada Jessica Fletcher (Angela Lansbury) investiga el asesinato de un escritor por Buds, una serie ficticia de televisión sobre la vida cotidiana de un grupo de amigos de la ciudad. El episodio fue ideado después de que CBS trasladara Se ha escrito un crimen de su horario regular de la noche del domingo a un horario de la noche del jueves directamente enfrente de Friends en NBC; Angela Lansbury, citada por Bruce Lansbury, su hermano y Murder, el productor supervisor de Se ha escrito un crimen, tenía «un poco de actitud» sobre el cambio al jueves, pero vio la trama como «una configuración amistosa, sin malos espíritus». Jerry Ludwig, el escritor del episodio, investigó el «sabor» de Buds viendo episodios de Friends.
La cafetería Central Perk, uno de los principales escenarios de la serie, ha inspirado varias imitaciones en todo el mundo. En 2006, el empresario iraní Mojtaba Asadian comenzó una franquicia de Central Perk, registrando el nombre en 32 países. La decoración de los cafés está inspirada en Friends, con réplica de sofás, mostradores, letreros de neón y ladrillos. Los cafés también contienen pinturas de varios personajes de la serie y televisores que reproducen episodios de Friends. James Michael Tyler, quien interpreta al gerente de Central Perk en la serie, Gunther, asistió a la gran inauguración de la cafetería de Dubái, donde trabajó como mesero. Central Perk fue reconstruida como parte de una exhibición de un museo en Warner Bros. Studios, y se exhibió en The Ellen DeGeneres Show en octubre de 2008. Jennifer Aniston volvió a visitar el set por primera vez desde el final de la serie en 2004. Del 24 de septiembre al 7 de octubre de 2009, se colocó una réplica de Central Perk en Broadwick Street, Soho, Londres. La cafetería vendió café a los clientes y exhibió recuerdos y accesorios de Friends, como la Copa Geller del episodio de la tercera temporada «El que tiene fútbol». En Pekín, el dueño de una empresa, Du Xin, abrió una cafetería llamada Central Perk en marzo de 2010. En India, hay seis cafeterías temáticas de Friends, ubicados en Chandigarh (llamado Central Perk), Calcuta (llamado FRIENDS Cafe) que presenta muchos íconos de la serie original de televisión, por ejemplo, la fea estatua de perro de Chandler y Joey, el sofá naranja, el morado puerta del apartamento de Mónica y Rachel y la bicicleta rosa de Phoebe. Los otros tres cafés se encuentran en Delhi, Gurgaon, Bhubaneswar y Pune. También hay dos cafés temáticos de Friends en Pakistán, uno en Lahore, conocido como Friends Café, y el otro en Peshawar, llamado Central Perk. Ambos cafés tienen un sofá icónico, una mesa de guitarra y futbolín, citas del espectáculo en las paredes e incluso resúmenes de episodios en un proyector. También planean tener su propio Gunther en el bar.
Friends también ha desarrollado un estilo de vida familiar alternativo al representar a jóvenes que viven vidas domésticas no convencionales. Presenta la idea de que «todo lo que necesitas son buenos amigos» y puede construir familias por elección. El público puede identificarse con el programa a través de los problemas vistos en los episodios semanales. Describe una nueva forma de vivir la vida y el desarrollo de relaciones que normalmente no se ven en la sociedad convencional. Según un experto en cultura pop de la Universidad de Buffalo, Friends es «uno de esos espectáculos raros que marcaron un cambio en la cultura estadounidense». Las imágenes de los jóvenes y los roles que representan están mejor definidos y representan un estilo de vida que se centra en crear y mantener relaciones entre amigos que manejan sus propias vidas y buscan ayuda unos de otros.
El blog de radio y televisión de The Guardian declaró que Friends ha impactado la creación de otros programas de televisión como How I Met Your Mother. Las similitudes entre los dos consisten en ambas comedias de situación que tienen lugar en Manhattan, un grupo de adultos blancos que son divertidos y tienen rasgos de carácter similares.
Los lectores de TV Guide votaron como el elenco de amigos a su mejor reparto de comedia de todos los tiempos, obteniendo el 29% de los votos, superando a Seinfeld, que registró el 18%. Una encuesta realizada por 60 Minutes y Vanity Fair nombró a Friends como la tercera mejor comedia de todos los tiempos. En 2014, la serie fue clasificada por Mundo Estranho como la mejor serie de televisión de todos los tiempos.

## Reunión y exposición

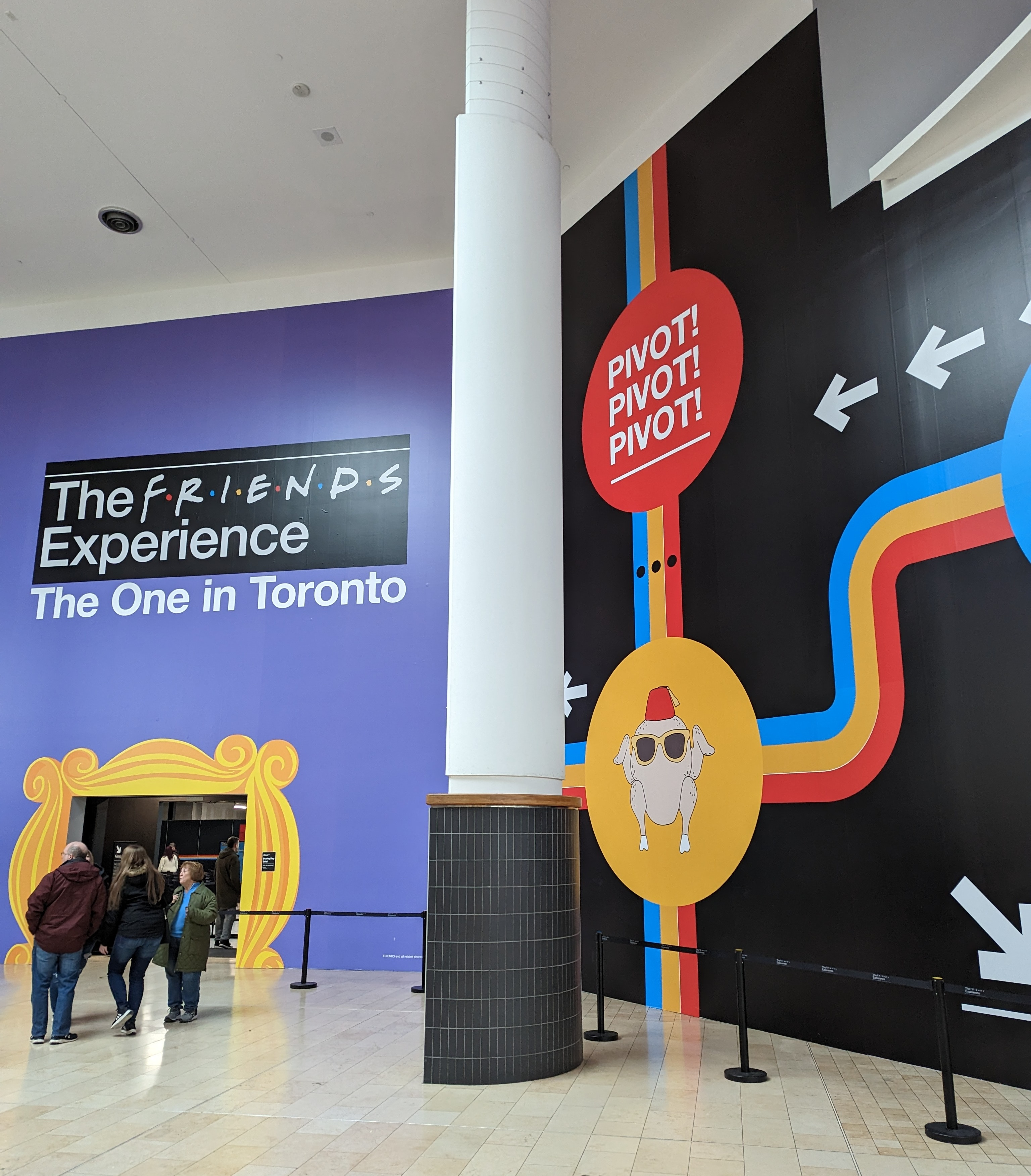
La exposición Friends Experience en el centro comercial Yorkdale de Toronto en 2022

El 12 de noviembre de 2019, The Hollywood Reporter anunció que Warner Bros TV estaba desarrollando una reunión de Friends para HBO Max que contará con el regreso de todo el elenco y los creadores. El 21 de febrero de 2020, HBO confirmó que el especial de reunión sin guion, tentativamente llamado «The One Where They Got Back Together», estrenaría en mayo del mismo año, junto con los 236 episodios originales de la serie. El 18 de marzo de 2020 se anunció que el especial, que estaba programado para filmarse en el escenario de Friends los días 23 y 24 de marzo, había sido pospuesto indefinidamente debido a la pandemia de COVID-19. En noviembre de 2020, Matthew Perry tuiteó que la reunión comenzará a filmarse en marzo de 2021. El 13 de mayo de 2021, se lanzó un avance que anunció oficialmente Friends: The Reunion, también conocido como «The One Where They Get Back Together» y estrenó el 27 de mayo de 2021 en HBO Max.

## Distribución

### Emisión

#### Estados Unidos
Después de que el piloto producido estuvo a la altura de las esperanzas de NBC, la serie se estrenó con el nombre de Friends el 22 de septiembre de 1994, en el codiciado jueves a las 8:30 p. m. intervalo de tiempo. El piloto se transmitió entre Mad About You y Seinfeld, y fue visto por casi 22 millones de televidentes estadounidenses. La serie fue un gran éxito a lo largo de su carrera, y fue un elemento básico de la alineación de los jueves por la noche de NBC, doblada por la red como Must See TV. Cuando Crane le dijo a los reporteros en 2001 que la novena temporada era una posibilidad, los críticos creyeron que estaba haciendo posturas, y que al menos dos de los miembros del elenco no firmarían para otra temporada. Cuando se confirmó que Friends regresaría por novena temporada, la noticia se refería principalmente a la cantidad de dinero, $ 7 millones por episodio, que se necesitó para volver a traer la serie para otra temporada.
Después de las expectativas de todo el año de que la novena temporada sería la última de la serie, NBC firmó un acuerdo a fines de diciembre de 2002 para traer de vuelta la serie a su décima temporada final. El equipo creativo de la serie no quería extender las negociaciones hasta el año siguiente, y quería comenzar a escribir el resto de los episodios de la novena temporada y un posible final de la serie. NBC acordó pagar $ 10 millones a Warner Bros. por la producción de cada episodio de la décima temporada, el precio más alto en la historia de la televisión para una serie de 30 minutos.A pesar de que NBC no pudo obtener suficientes ingresos por publicidad de los anuncios para cubrir los costos, la serie fue parte integral del programa de la noche del jueves, que trajo altas calificaciones y ganancias a las otras series de televisión. El elenco exigió que la décima temporada se redujera de los 24 episodios habituales a 18 episodios para permitirles trabajar en proyectos externos.
En el otoño de 2001, Warner Bros. Domestic Cable llegó a un acuerdo con la cadena hermana TBS (ambos pertenecen a Time Warner) para transmitir la serie en repetidas sesiones de sindicación. Warner Bros. Domestic Cable anunció que había vendido derechos de cable adicionales a Friends para Nick at Nite, que comenzó a emitirse en el otoño de 2011 (a diferencia de TBS y transmisiones de distribución de noticias, Nick at Nite transmitió la serie, que comenzó a transmitirse como parte de una maratón de lanzamiento de siete noches el 5 de septiembre de 2011, reemplace las escenas de la etiqueta de crédito final con créditos marginados con promociones para la serie y otros programas de Nick at Nite). Se esperaba que Warner Bros. hiciera $ 200 millones en tarifas de licencia y publicidad del acuerdo. Nick at Nite pagó $ 500,000 por episodio para transmitir los episodios después de las 6 p. m. ET durante seis años hasta el otoño de 2017. En la sindicación hasta 2005, Friends había ganado $ 4 millones por episodio en derechos de licencia en efectivo por un total de $ 944 millones.
A partir del 5 de marzo de 2012, las versiones de alta definición de los 236 episodios de Friends se pusieron a disposición de las estaciones de transmisión locales, comenzando con el episodio piloto. Para los episodios remasterizados, Warner Bros. restauró imágenes previamente recortadas en los lados izquierdo y derecho de la pantalla, utilizando la fuente de película original de 35 mm, para usar todo el marco de pantalla panorámica de 16: 9. Estos maestros habían sido transmitidos en Nueva Zelanda en TV2 desde enero de 2011. Netflix agregó las diez temporadas de Friends en alta definición a su servicio de transmisión en los Estados Unidos el 1 de enero de 2015.

#### Internacional
Disponible a nivel internacional a través de Hbo Max o Max.
Friends se ha transmitido en diferentes canales en el Reino Unido en sus versiones originales, sin editar, antes de ser reeditados para difusión y sindicación en los Estados Unidos. Estas versiones, con imágenes adicionales que no se ven a nivel nacional, se emitieron en canales como Channel 4, Sky1, E4 y Comedy Central UK. El 4 de septiembre de 2011, Friends terminó oficialmente en E4 luego de que el canal volviera a emitir la serie desde 2004. Comedy Central se hizo cargo de los derechos de emisión del programa a partir de octubre de 2011. En la República de Irlanda, cada temporada del programa debutó en Europa en RTÉ2. Después de 2004 RTÉ2 comenzó a repetir la serie desde el principio antes de pasar a TV3 y su canal digital 3e en 2010. A partir de febrero de 2015, las repeticiones del espectáculo han regresado a RTÉ2 mientras también transmiten en Comedy Central Ireland. 
Friends se emitió en Australia en Seven Network (solo temporada 1), Nine Network (temporada 2 a 10), Network Ten (2007-09, repeticiones), en GEM (un subcanal de la red Nine) y en pago El canal de televisión TV Hits emitido anteriormente en Arena, 111 Hits. El espectáculo se transmite en TV2 en Nueva Zelanda. En Canadá, la serie fue transmitida en Global. En años posteriores, fue sindicado en varias de sus redes de hermanos por cable, incluyendo Slice, DTour y TVTropolis, su encarnación anterior. 

##### España
- La serie se estrenó en España el 27 de noviembre de 1997 en el canal de pago Canal+, y pasaría a ser una de las series más icónicas del canal, y siguió su emisión en el canal en abierto Cuatro, cuando este reemplazó a la señal analógica de Canal+. La serie todavía[¿cuándo?] sigue emitiéndose en la televisión española, tanto en abierto en el canal Neox como en la televisión de pago en el canal TNT. La primera temporada se retituló en español como Colegas, para retomar su título original en inglés a partir de la segunda temporada. En México fue transmitido por la señal de XHGC del canal 5 y XHTV del canal 4 de Televisa y por la señal de XHY—TDT del canal 2 de sipse en Mérida Yucatán. En India, el programa fue transmitido por Comedy Central India en varias ocasiones. Es el programa de idioma inglés más visto en el país.[cita requerida] En Filipinas, el programa fue transmitido por ABC-5 (ahora TV5). En enero de 1995 Friends empezó a emitirse en Argentina a través del canal Telefe hasta diciembre de 2003.
  - Desde lunes 11 de septiembre de 2017 de lunes a viernes no festivos se emitió en Neox a las 15:20 un capítulo de Joey (serie de televisión) y a continuación 3 capítulos de Friends. Desde la emisión del último capítulo de Joey se pasaron a emitir desde las 15:20 4 capítulos de Friends reponiéndose una y otra vez.

### Transmisión
En octubre de 2014, el CEO de Warner Brothers, Kevin Tsujihara, anunció que la compañía había licenciado los derechos de transmisión de América del Norte de las diez temporadas de Friends a Netflix, en un acuerdo que valía alrededor de $ 500,000 por episodio, o alrededor de $ 120 millones en total. El programa estuvo disponible en Netflix a partir del 1 de enero de 2015. Las transmisiones de Netflix están en las versiones transmitidas en NBC en lugar de las versiones internacionales más largas, como se explica a continuación. En enero de 2021, la plataforma Netflix sacó de su lista de series a Friends y ya no la emitirán más pero podrá ser vista por HBO Max. Friends todavía sigue disponible en Netflix, pero solo en regiones donde HBO Max no está disponible. Dada la existencia de HBO Max en España y Latinoamérica, Friends está disponible en su totalidad en estas regiones en HBO Max, además del especial de reunión. El 27 de febrero de 2024, Friends se trasladó con HBO Max para el lanzamiento del nuevo nombre de la plataforma Max.

### DVD
Las diez temporadas se han lanzado en DVD individualmente y como un conjunto de cajas. Cada versión de la temporada de la Región 1 contiene características especiales y se presentan en sus versiones de transmisión internacional originales antes mencionadas, aunque las versiones de la Región 2 se emitieron originalmente en el país. Para la primera temporada, cada episodio se actualiza con corrección de color y mejora de sonido. Una amplia gama de productos Friends ha sido producida por varias compañías. En septiembre de 1995, WEA Records lanzó el primer álbum de música de Friends, Friends Original TV Soundtrack, que contiene música presentada en episodios anteriores y futuros. La banda sonora debutó en el Billboard 200 en el número 46, y vendió 500,000 copias en noviembre de 1995. En 1999, se lanzó un segundo álbum de banda sonora titulado Friends Again. Otros productos incluyen una versión Friends del juego de DVD "Scene It?" Y un videojuego de preguntas para PlayStation 2 y PC titulado Friends: The One with All the Trivia. El 28 de septiembre de 2009, se estrenó una caja en el Reino Unido para celebrar el 15 ° aniversario de la serie. El conjunto de cuadros contenía episodios ampliados, una guía de episodios y características especiales originales.
Warner Home Video lanzó una colección de series completa en Blu-ray el 13 de noviembre de 2012. La colección no incluye las escenas extra y las bromas que se incluyeron en versiones anteriores de DVD, y por lo tanto se presentan en sus versiones de transmisión de NBC.

## Premios

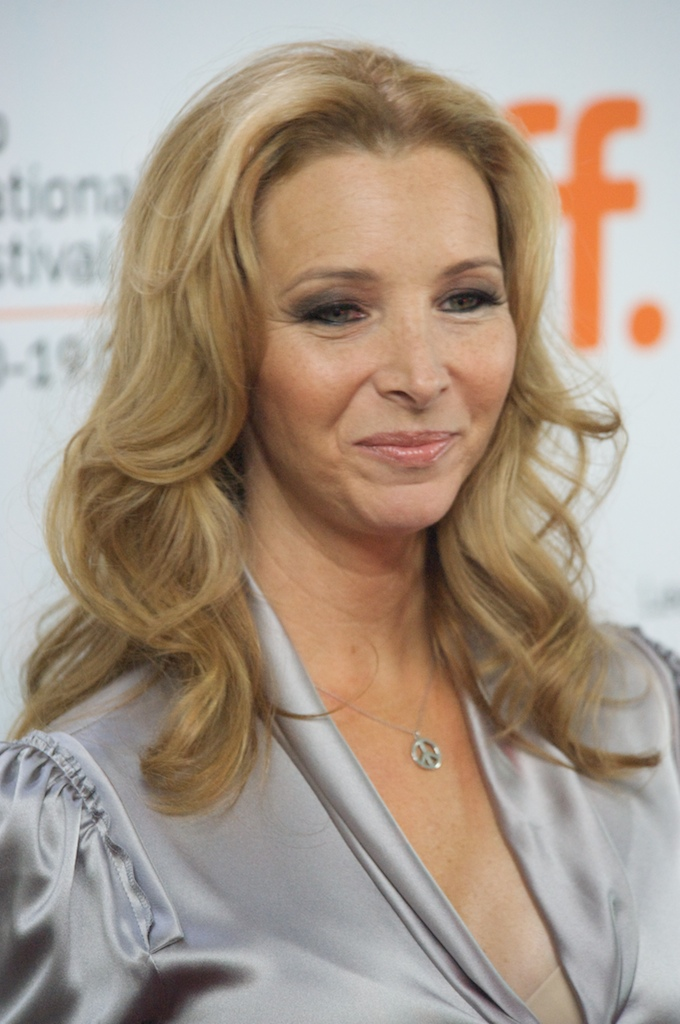
Lisa Kudrow fue ganadora en los Premios Emmy en la categoría de Mejor Actriz de Reparto en una Serie de Comedia en 1998, con un total de seis nominaciones

## «Spin-offs»

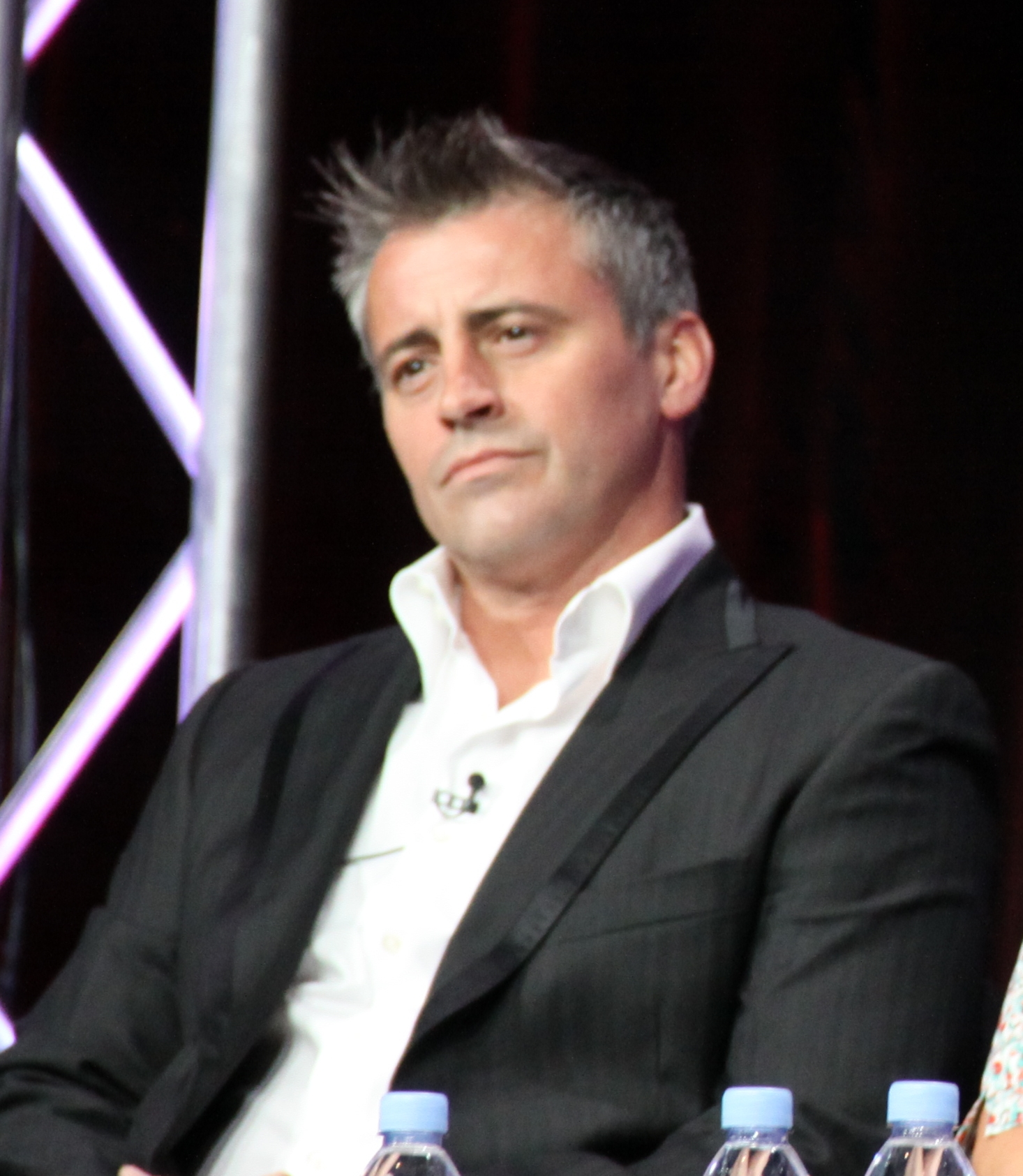
LeBlanc esperaba que teniendo su propio espectáculo, Joey, "probablemente el personaje menos evolucionado" en Friends, se volvería más desarrollado.

### Joey
Después del final de la serie en 2004, LeBlanc se unió a la serie de spin-off, Joey, después de la mudanza de Joey a Los Ángeles para continuar su carrera como actor. Kauffman, Crane y Bright no estuvieron interesados en el spin-off, aunque Bright accedió dudosamente a producir la serie con Scott Silveri y Shana Goldberg-Meehan. NBC promovió fuertemente a Joey y la emitió los jueves a las 8:00 p. m. El piloto fue visto por 18.60 millones de espectadores estadounidenses, pero las calificaciones disminuyeron continuamente durante las dos temporadas de la serie, con un promedio de 10.20 millones de espectadores en la primera temporada y 7.10 millones en la segunda. El episodio de emisión final del 7 de marzo de 2006 fue visto por 7,09 millones de espectadores; NBC canceló la serie el 15 de mayo de 2006 después de dos temporadas. Bright culpó a la colaboración entre los ejecutivos de NBC, el estudio y otros productores por arruinar rápidamente la serie: 
En Friends, Joey era un mujeriego, pero disfrutamos sus hazañas. Era un amigo sólido, un hombre con el que sabías que podías contar. Joey fue deconstruido para ser un tipo que no podía conseguir un trabajo, no podía invitar a salir a una chica. Se convirtió en un personaje patético y melindroso. Sentí que se estaba moviendo en la dirección incorrecta, pero no me escucharon.
   - Kevin S. Bright sobre el motivo de la cancelación de Joey